# قلعه‌آباد (جماعت)
قلعه‌آباد جماعت و شهرکی در جنوب غربی کشور تاجیکستان است که در ناحیهٔ خراسان ولایت ختلان قرار دارد. 